# Biserica de lemn din Cutin

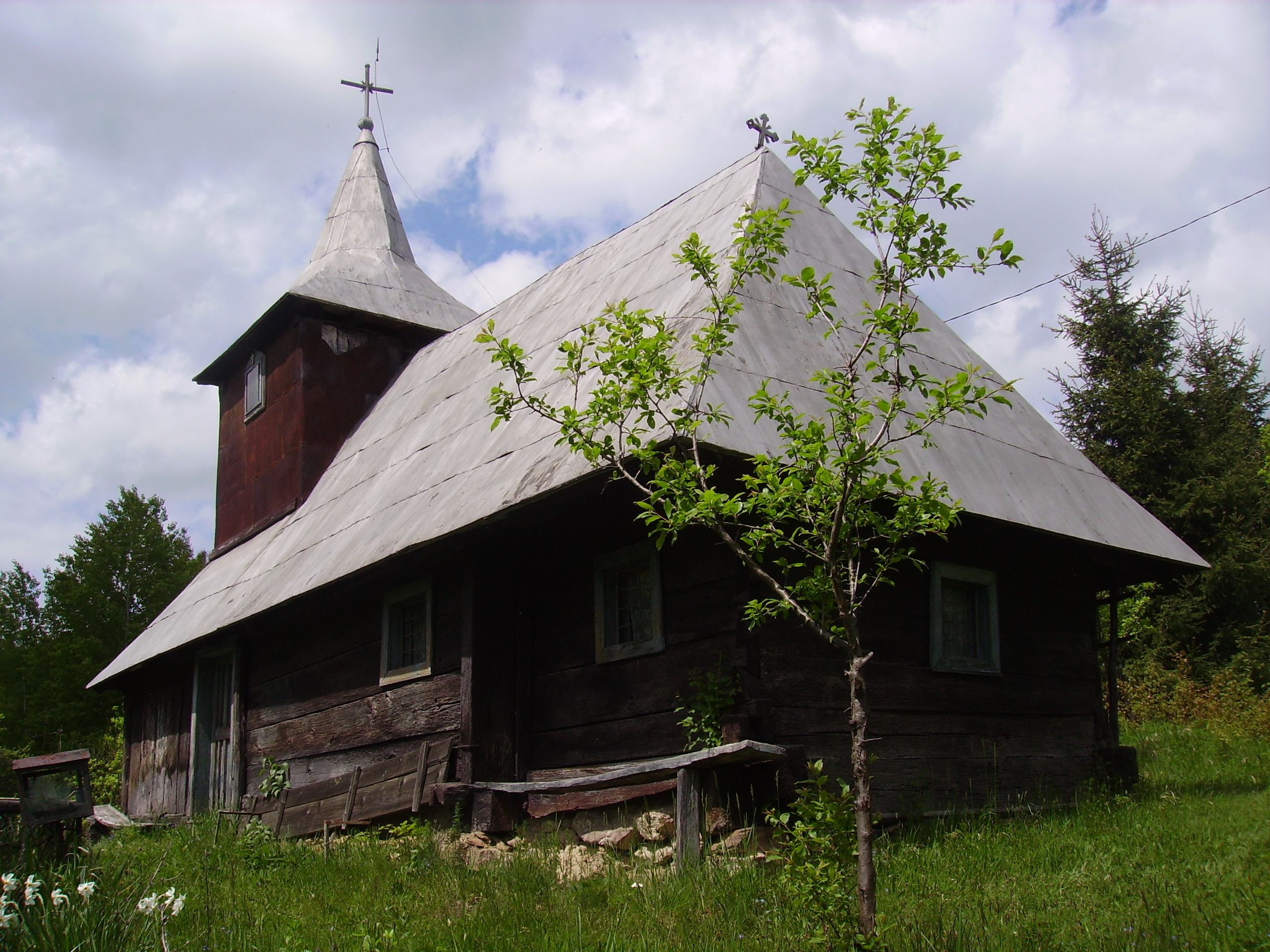
Biserica de lemn „Sfântul Ierarh Nicolae” din satul Cutin, comuna Peștișu Mic, județul Hunedoara.

Biserica de lemn din satul Cutin, comuna Peștișu Mic, județul Hunedoara a fost ridicată în secolul XVIII. Are hramul „Sfântul Ierarh Nicolae”. Biserica nu se află pe noua listă a monumentelor istorice.

## Istoric și trăsături
Satul Cutin este păstrătorul unei biserici de lemn; închinată „Sfântului Ierarh Nicolae”. Este un edificiu dreptunghiular de mici dimensiuni, cu absida rectangulară, decroșată. Clopotnița scundă, lipsită de foișor, abia depășește vârful acoperișului învelit în tablă. În a doua jumătate a secolului al XVIII-lea, lăcașul a fost înzestrat cu  nouă tâmplă; icoanele registrului împărătesc poartă pecetea inconfundabilă a preotului-zugrav Ioan din Deva. Suprafața interioară a bârnelor a fost căptușită cu placaj, ascunzându-se astfel privirilor eventualele elemente cronologice și iconografice încă păstrate. Biserica pare să fi fost ridicată, cel mai târziu, în secolul al XVIII-lea; pe clopotul de bronz este însemnat anul 1784, probabil data unei ample renovări. Lăcașul, consolidat în 1917, este pomenit doar de conscripția din 1805, celelate recensăminte ecleziastice contemporane, precum și harta iosefină a Transilvaniei (1769-1773) îl omit.